# Frente Popular Nacionalista
Frente Popular Nacionalista (FPN) fue una coalición de gobierno en la República de Bolivia que llegó al poder después del golpe de Estado del 21 de agosto de 1971, activa durante la dictadura del entonces coronel Hugo Banzer Suárez hasta 1974, cuando fue disuelta por decisión militar.
La coalición estaba formada por:
- Fuerzas Armadas de Bolivia, lideradas por Hugo Banzer
- Movimiento Nacionalista Revolucionario (MNR), liderado por Víctor Paz Estenssoro
- Falange Socialista Boliviana (FSB), liderada por Mario Gutiérrez

## Historia
Ante la inestabilidad del régimen de Torres, dos partidos antes considerados enemigos, el MNR y el FSB se unirían en alianza con elementos conservadores de las Fuerzas Armadas para derrocar a Juan José Torres y recuperar su prestigio político.
Con el triunfo del golpe de agosto de 1971, el General Banzer firmó un acuerdo con los partidos MNR y FSB, creando el Frente Popular Nacionalista, una alianza gubernamental cívico-militar.
La alianza caería en desacuerdo a mediados de 1973. La promesa de Banzer de celebrar elecciones en 1974 hizo que partes del MNR y del FSB abandonaran el gobierno y se pasaran al lado opuesto, quedando sólo unas pocas facciones políticas.
Paz Estenssoro, aliado de Banzer durante el golpe de 1971, se pasaría al bando opuesto. En noviembre de 1973, Paz intentaría sacar a todos los miembros del MNR del gabinete de Banzer. Esta decisión dividió al MNR, y muchos como Ciro Humboldt se negaron a dejar sus cargos. En enero de 1974, Paz Estenssoro fue enviado al exilio, acusado de "subversión".
El MNR y el FSB apoyaron un intento de golpe contra Banzer el 7 de noviembre, que provocó un contraataque de Banzer. El 9 de noviembre, Banzer llevó a cabo un autogolpe, declarando el fin de la coalición de gobierno con la expulsión definitiva del gobierno del MNR y el FSB y suspendiendo a todos los partidos y organizaciones sociales.